# Sokon II
Sokon II ist ein Verwaltungsbezirk (Ward) des Distrikts Arusha DC in der tansanischen Region Arusha.

## Geografie
Sokon II liegt im Norden von Tansania, nordwestlich der Regionshauptstadt Arusha, am Südhang des Mount Meru. Im Bezirk liegen zwei markante Hügel, der Kivutu (1944 m) und der Kivesi (1897 m).
Der Bezirk grenzt im Westen an Kiuti, im Norden an das Meru-Forstreservat, im Osten an Bangata und im Süden an die zwei Bezirke Baraa und Kimandolu des Distrikts Arusha (CC).
Sokon II hat eine Fläche von 10,5 Quadratkilometern. Bei der Volkszählung 2022 lebten hier 20.213 Menschen in 5414 Haushalten.

## Gliederung
Der Bezirk besteht aus drei Gemeinden (Mtaa) mit 15 Orten (Kitongoji):
| Sokon II - Simanjiro - Nambere - Ngoilenya - Ilkilorit - Longidare | Oldadai - Kijave - Kivesi - Achi - Mishorori | Ngires - Kiutu - Soyen - Olturoto - Olevolos - Ngoikaa - Kimelok |

## Wirtschaft und Infrastruktur
- Gesundheit: Im Bezirk liegen zwei staatliche Apotheken, je eine in den Orten Oldodai[9] und Ngires.[10]
- Bildung: Die Sokon II Secondary School ist eine staatliche weiterführende Schule, die Jugendliche bis zur 4. Stufe ausbildet.[11]